# Chorthippus cialancensis
Chorthippus cialancensis är en insektsart som beskrevs av Nadig 1986. Chorthippus cialancensis ingår i släktet Chorthippus och familjen gräshoppor. Inga underarter finns listade i Catalogue of Life.